# Grarem Gouga
Grarem Gouga (em árabe: قرارم قوقة) é uma cidade e comuna localizada na província de Mila, Argélia. Segundo o censo de 2008, a população total da cidade era de 42 062 habitantes.

## Pessoas notáveis
- Yacine Bezzaz - futebolista internacional argelino